# Saul Rubinek
Saul Hersh Rubinek (nacido el 2 de julio de 1948) es un actor, director, productor y dramaturgo canadiense nacido en Alemania.
Es ampliamente conocido por sus papeles en televisión, en particular, Artie Nielsen en Almacén 13, Donny Douglas en Frasier, Lon Cohen en A Nero Wolfe Mystery y Louis B. Mayer en The Last Tycoon. También protagonizó las películas Against All Odds (1984), Wall Street (1987), La hoguera de las vanidades (1990), Unforgiven (1992), Nixon (1995), True Romance (1993), The Express (2008), Barney's Version (2010) y La balada de Buster Scruggs (2018).
Rubinek ha sido nominado en cinco ocasiones al Premio Genie, ganó el premio al Mejor Actor de Reparto por Ticket to Heaven (1981) y fue nominado en dos ocasiones al Premio Gemini. Su debut cinematográfico como director, Jerry and Tom (1998), fue nominado al Gran Premio del Jurado en el Festival de Cine de Sundance de 1998. Anteriormente fue actor y director de teatro, trabajó con el Stratford Shakespeare Festival y Theatre Passe Muraille, y cofundó la Canadian Stage Company.

## Primeros años
Rubinek nació en Föhrenwald, un campo de desplazados en la Alemania ocupada por los aliados, en 1948. Sus padres, Frania e Israel Rubinek, eran judíos polacos que hablaban yidis y habían sido escondidos por granjeros polacos durante más de dos años durante la Segunda Guerra Mundial. La familia emigró a Canadá el mismo año que nació Rubinek. Asistió al Campamento B'nai Brith en Sainte-Agathe-des-Monts, Quebec.
Rubinek escribió el libro So Many Miracles (Penguin Canada) sobre las experiencias de sus padres en la guerra.

## Carrera
Animado por sus padres, Rubinek comenzó a tomar lecciones de actuación y se unió al Ottawa Little Theatre. En 1969, comenzó a actuar en el Festival de Stratford. Contribuyó a la escena teatral de Toronto, cofundó la Canadian Stage Company y trabajó con Theatre Passe Muraille como actor y productor. Comenzó a trabajar en Estados Unidos en la década de 1970, actuando en producciones Off-Broadway. En 1984, ganó un premio Drama-Logue por la producción de Des McAnuff en La Jolla de Como gustéis.
Al principio de su carrera, Rubinek llamó la atención del público canadiense cuando interpretó al detective Benny Cooperman en dos películas para televisión: The Suicide Murders (1985) y Murder Sees the Light (1986). Estos se basan en la serie de novelas de misterio del autor Howard Engel ambientadas en la región de Niágara en Canadá. Rubinek interpretó a Owen Hughes, el antagonista, en Obsessed (1987). En otra película para televisión, Liberace: Behind the Music (1988), interpretó a Seymour Heller, el viejo amigo y gerente de Liberace.
En 1982, interpretó a Allan en la comedia romántica de temática sexual Soup for One, dirigida y escrita por Jonathan Kaufer y producida por Marvin Worth. Rubinek apareció en: Against All Odds (1984), de Taylor Hackford; Sweet Liberty (1986), de Alan Alda, como el director Bo Hodges; Wall Street de Oliver Stone (1987), como abogado; The Outside Chance de Maximilian Glick (1988), como un rabino amante de la diversión; La hoguera de las vanidades (1990) de Brian De Palma, nuevamente como abogado; y en un papel principal como rabino en The Quarrel (1991). Se destaca por su actuación en Unforgiven (1992) de Clint Eastwood como escritor de pulp fiction. Tuvo un papel notable en True Romance (1993) de Tony Scott como Lee Donowitz, un productor de cine pomposo y adicto a la cocaína basado en Joel Silver.
Coprotagonizó el docudrama estadounidense para televisión ganador del premio Emmy de 1993 And the Band Played On como el Dr. Jim Curran. Rubinek interpretó al personaje de Kivas Fajo en el episodio "The Most Toys" de Star Trek: The Next Generation. Rubinek, un ferviente fanático de Star Trek, asumió abruptamente el papel después de que David Rappaport, el actor que originalmente fue elegido para el papel, intentara suicidarse poco después de que comenzara la filmación del episodio (Rappaport luego se suicidó justo antes del estreno del episodio). Se usaron fotografías del personaje de Rubinek en dos cartas del juego de cartas ST:TNG de Decipher de 1994: una carta de personaje titulada "Kivas Fajo" y una carta de evento titulada "Kivas Fajo: Collector". En 1998, se lanzó "The Fajo Collection", una edición limitada (40.000 copias) de 18 cartas nuevas, como una adición a este juego de cartas.
Otro papel de ciencia ficción interpretado por Rubinek fue el de un director de cine documental llamado Emmett Bregman, en la séptima temporada de la serie de televisión deciencia ficción militar canadiense-estadounidense Stargate SG-1, en un episodio de dos partes llamado "Heroes, Parts 1 &amp; 2".
Interpretó a Donny Douglas (prometido de Daphne Moon y abogado de divorcio de Niles Crane) en varios episodios de la comedia estadounidense Frasier.
Apareció, en varios papeles, en dos episodios del revival de 1995 de The Outer Limits. Interpretó el papel de Louis the Lion en The Adventures of Dudley the Dragon (1995) de YTV. Tuvo un cameo como jefe de sala de un casino en la película Rush Hour 2.
Rubinek interpretó a Alan Mintz junto a Nicolas Cage en la película de 2000 The Family Man. En 2000, Rubinek interpretó al detective Saul Panzer en The Golden Spiders: A Nero Wolfe Mystery, el piloto de la serie de A&E TV de 2001-02 A Nero Wolfe Mystery, en la que posteriormente interpretaría el papel recurrente del reportero Lon Cohen. En 2005 apareció en la serie de televisión estadounidense de corta duración Justicia ciega, y apareció de 2006 a 2012 en el papel secundario de Hasty Hathaway en la serie de películas para televisión Jesse Stone, protagonizadas por Tom Selleck.

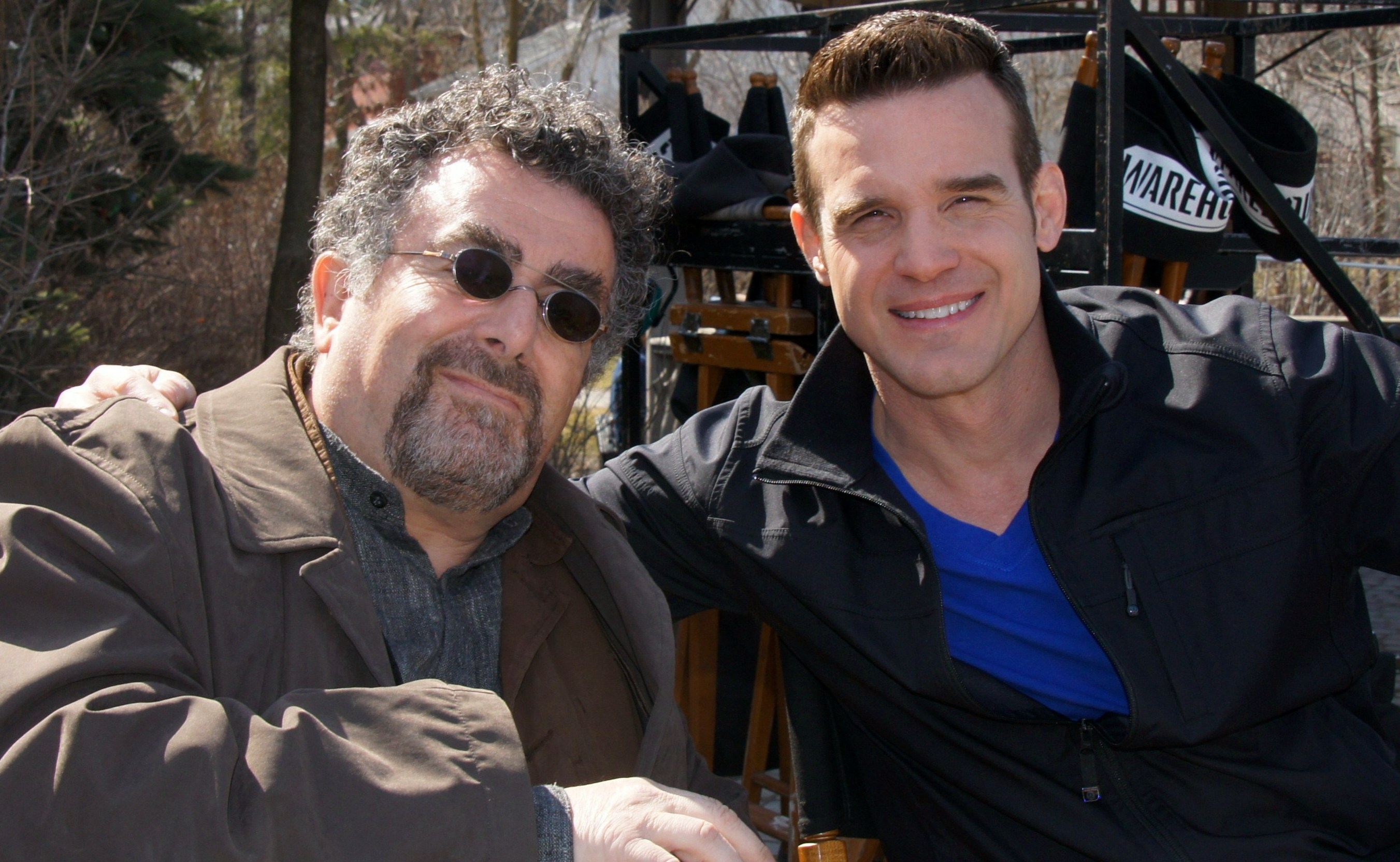
Rubinek con su coprotagonista de Almacén 13 Eddie McClintock

Sus apariciones como invitado en un solo episodio durante la década de 2000 incluyen dos episodios de 2004 de Curb Your Enthusiasm como el Dr. Saul Funkhouser, el episodio "Adrift" al comienzo de la segunda temporada de Lost en 2005, el episodio de 2006 "Invincible" de Eureka, el Episodio de 2007 de la serie de televisión Masters of Horror "The Washingtonians", y un episodio de 2008 de la serie de televisión Psych. Ese mismo año actuó como estrella invitada como Victor Dubenich, el antagonista en el episodio piloto de Leverage, reapareciendo en 2012 para los dos últimos episodios de la temporada 4. En 2013, apareció como estrella invitada en dos episodios posteriores de la serie de televisión Person of Interest.
En 2005, dirigió la película independiente Cruel but Necessary. Al año siguiente apareció en un papel secundario en la comedia canadiense de 2009 The Trotsky. Rubinek protagonizó la serie de Syfy Almacén 13 como Artie Nielsen, un agente encubierto empleado por un consejo secreto para recuperar artefactos místicos con su equipo. El final de la serie se emitió el 19 de mayo de 2014 en Syfy.
Su primera obra, Terrible Advice, se estrenó en septiembre de 2011 en el Menier Chocolate Factory Theatre de Londres, protagonizada por Scott Bakula, Sharon Horgan, Andy Nyman y Caroline Quentin. En el 2018, fue seleccionado como un personaje regular en la serie Hunters de Amazon Prime.

## Filmografía

### Películas
| Año  | Título                                 | Papel              | Notas                          |
| ---- | -------------------------------------- | ------------------ | ------------------------------ |
| 1968 | Slow Run                               | Narrador (voz)     | Cortometraje                   |
| 1980 | Death Ship                             | Jackie             |                                |
| 1980 | The Agency                             | Sam Goldstein      |                                |
| 1980 | Nothing Personal                       | Pete Braden        | Sin acreditar                  |
| 1981 | Ticket to Heaven                       | Larry              |                                |
| 1981 | By Design                              | Terry Loeb         |                                |
| 1982 | Soup for One                           | Allan Martin       |                                |
| 1982 | Young Doctors in Love                  | Floyd Kurtzman     |                                |
| 1982 | Highpoint                              | Centino            |                                |
| 1984 | Against All Odds                       | Steve Kirsch       |                                |
| 1985 | Martin's Day                           | Autoestopista      |                                |
| 1986 | Sweet Liberty                          | Bo Hodges          |                                |
| 1987 | Wall Street                            | Harold Salt        |                                |
| 1987 | Taking Care                            | Carl               |                                |
| 1987 | Hitting Home                           | Owen Hughes        |                                |
| 1988 | The Outside Chance of Maximilian Glick | Rabino Teitelman   |                                |
| 1990 | La hoguera de las vanidades            | Jed Kramer         |                                |
| 1990 | Falling Over Backwards                 | Mel Rosenblum      |                                |
| 1991 | The Quarrel                            | Hersh Rasseyner    |                                |
| 1992 | Man Trouble                            | Laurence Moncrief  |                                |
| 1992 | Unforgiven                             | W.W. Beauchamp     |                                |
| 1993 | Undercover Blues                       | Sr. Ferderber      |                                |
| 1993 | True Romance                           | Lee Donowitz       |                                |
| 1994 | Death Wish 5                           | D.A. Brian Hoyle   |                                |
| 1994 | I Love Trouble                         | Sam Smotherman     |                                |
| 1994 | Getting Even with Dad                  | Bobby Drace        |                                |
| 1995 | Nixon                                  | Herb Klein         |                                |
| 1996 | Memory Run                             | Dr. Munger         |                                |
| 1996 | Rainbow                                | Sam Cohen          |                                |
| 1997 | Bad Manners                            | Matt Carroll       |                                |
| 1997 | Pale Saints                            | Whitey             |                                |
| 1998 | Jerry and Tom                          | Dogtrack Victim    | Debut como director            |
| 1999 | Dick                                   | Henry Kissinger    |                                |
| 2000 | Lakeboat                               | Cuthman            |                                |
| 2000 | Candidata al poder                     | Jerry Tolliver     |                                |
| 2000 | The Family Man                         | Alan Mintz         |                                |
| 2001 | Rush Hour 2                            | Red Dragon Box Man | Cameo                          |
| 2002 | Triggermen                             | Jazzista           |                                |
| 2003 | The Singing Detective                  | Dermatólogo        |                                |
| 2003 | Hollywood North                        | Paul Linder        |                                |
| 2003 | Baadasssss!                            | Howie Kaufman      |                                |
| 2004 | Pursued                                | Dexter O'Neill     |                                |
| 2004 | Intern Academy                         | Dr. Sam Bonnert    |                                |
| 2005 | Santa's Slay                           | Sr. Green          |                                |
| 2005 | Cruel but Necessary                    | N/A                | También productor              |
| 2007 | War                                    | Dr. Sherman        |                                |
| 2008 | A Broken Life                          | Boss               |                                |
| 2008 | Julia                                  | Mitch              |                                |
| 2008 | The Express                            | Art Modell         |                                |
| 2009 | Oy Vey! My Son Is Gay!!                | Martin Hirsch      |                                |
| 2009 | The Trotsky                            | David Bronstein    |                                |
| 2010 | Barney's Version                       | Sr. Charnofsky     |                                |
| 2010 | Knucklehead                            | Rabino             | Cameo                          |
| 2010 | Kill Me Please                         | M. Breiman         |                                |
| 2015 | Gridlocked                             | Marty              |                                |
| 2018 | La balada de Buster Scruggs            | Frenchman/René     | Segmento: "The Mortal Remains" |
| 2019 | The Song of Names                      | Sr. Feinman        |                                |
| 2022 | SHTTL                                  | Rebbe Weitsenzang  |                                |
| 2023 | BlackBerry                             | John Woodman       |                                |
| 2023 | Clock                                  | Joseph             |                                |

### Televisión
| Año       | Título                                     | Papel                          | Notas                                                                 |
| --------- | ------------------------------------------ | ------------------------------ | --------------------------------------------------------------------- |
| 1975–77   | King of Kensington                         | Jerry Beck / Ansons Phelps     | Episodios: "The Gambler" & "The End of the World"                     |
| 1978      | Love on the Nose                           | El Idealista                   | Película de televisión                                                |
| 1979      | The Wordsmith                              | Mervyn Kaplansky               | Película de televisión                                                |
| 1980      | The Littlest Hobo                          | Tim Reagan                     | Episodio: "Escape"                                                    |
| 1980      | Bizarre                                    | Personajes varios              | 24 episodios                                                          |
| 1981      | Clown White                                | Sr. Freed                      | Película de televisión                                                |
| 1983      | The Terry Fox Story                        | Dan Grey                       | Película de televisión                                                |
| 1984      | Seeing Things                              | Jeffries                       | Episodio: "An Eye on the Future"                                      |
| 1984      | Hill Street Blues                          | Armand Bittar                  | Episodio: "Fuched Again"                                              |
| 1985      | The Suicide Murders                        | Benny Cooperman                | Película de televisión                                                |
| 1985–86   | The Equalizer                              | Jason Mazer                    | 3 episodios                                                           |
| 1986      | Murder Sees the Light                      | Benny Cooperman                | Película de televisión                                                |
| 1988      | The Ray Bradbury Theater                   | John Griffths                  | Episodio: Gotcha!                                                     |
| 1988      | Liberace: Behind the Music                 | Seymour Heller                 | Película de televisión                                                |
| 1988      | Street Legal                               | Grant Mitchell                 | Episodio: "The Homecoming"                                            |
| 1989      | Men                                        | Paul Armas                     | 6 episodios                                                           |
| 1990      | Star Trek: The Next Generation             | Kivas Fajo                     | Episodio: "The Most Toys"                                             |
| 1993      | Matrix                                     | Jeremy Winter                  | Episodio: "Collateral Damage"                                         |
| 1993      | And the Band Played On                     | Dr. Jim Curran                 | Película de televisión                                                |
| 1994      | L.A. Law                                   | Harold Schoen                  | Episodio: "Finish Line"                                               |
| 1995      | Hiroshima                                  | Dr. Leo Szilard                | Película de televisión                                                |
| 1995–99   | The Outer Limits                           | Profesor Hugaro/Aaron Zgierski | Episodio: "Caught in the Act" & "Tribunal"                            |
| 1996      | Ink                                        | Alan Mesnick                   | 22 episodios                                                          |
| 1998      | Blackjack                                  | Thomas                         | Película de televisión                                                |
| 1999      | The Practice                               | Arnold Hunter                  | Episodios: "Home Invasions" & "Infected"                              |
| 1999      | Mentors                                    | Napoleon Bonaparte             | Episodios: "Little Emperor"                                           |
| 1999–2002 | Frasier                                    | Donny Douglas                  | 15 episodios                                                          |
| 2000      | The Golden Spiders: A Nero Wolfe Mystery   | Saul Panzer                    | Película de televisión                                                |
| 2001      | Laughter on the 23rd Floor                 | Ira Stone                      | Película de televisión                                                |
| 2001–02   | Once and Again                             | Colin Fleischer                | Episodios: "Kind of Blue" & "Chance of a Lifetime"                    |
| 2001–02   | A Nero Wolfe Mystery                       | Lon Cohen                      | 10 episodios                                                          |
| 2002      | Gleason                                    | George "Bullets" Durgom        | Película de televisión                                                |
| 2002      | The Brady Bunch in the White House         | Sal Astor                      | Película de televisión                                                |
| 2003      | Coast to Coast                             | Gary Pereira                   | Película de televisión                                                |
| 2003      | Law & Order                                | Ira Simpkis                    | Episodio: "Genius"                                                    |
| 2003      | And Starring Pancho Villa as Himself       | Eli Morton                     | Película de televisión                                                |
| 2003      | NYPD Blue                                  | Barry Tytel                    | Episodio: "Only Schmucks Pay Income Tax"                              |
| 2004      | Curb Your Enthusiasm                       | Dr. Saul Funkhouser            | Episodios: "The Weatherman" & "The 5 Wood"                            |
| 2004      | Stargate SG-1                              | Emmett Bregman                 | Episodio: "Heroes"                                                    |
| 2004      | Dr. Vegas                                  | Jonathan Selznick              | Episodio: "Lust for Life"                                             |
| 2004      | Threat Matrix                              | Peter Tomashevski              | Episodio: "19 Seconds"                                                |
| 2004      | Call Me: The Rise and Fall of Heidi Fleiss | Paul Fleiss                    | Película de televisión                                                |
| 2004      | Jack & Bobby                               | Nahum Mayhew                   | Episodio: "Today I am a Man"                                          |
| 2005      | Justicia ciega                             | Dr. Alan Galloway              | 7 episodios                                                           |
| 2005      | Jesse Stone: Stone Cold                    | Hasty Hathaway                 | Película de televisión                                                |
| 2005      | Trump Unauthorized                         | Peter Wennik                   | Película de televisión                                                |
| 2005      | Lost                                       | Clark Finney                   | Episodio: "Adrift"                                                    |
| 2006      | Jesse Stone: Night Passage                 | Hasty Hathaway                 | Película de televisión                                                |
| 2006      | Eureka                                     | Dr. Carl Carlson               | Episodio: "Invincible"                                                |
| 2007      | Masters of Horror                          | Professor Harkinson            | Episodio: "The Washingtonians"                                        |
| 2007      | Jesse Stone: Sea Change                    | Hasty Hathaway                 | Película de televisión                                                |
| 2007      | Blackout                                   | Sol                            | Película de televisión                                                |
| 2008      | Psych                                      | Lance                          | Episodio: "Lights, Camera... Homicidio"                               |
| 2008      | The Trojan Horse                           | Rafe Kott                      | Película de televisión                                                |
| 2008      | Boston Legal                               | Donald Feldcamp                | "Kill, Baby, Kill"                                                    |
| 2008–12   | Leverage                                   | Victor Dubenich                | 3 episodios                                                           |
| 2009–14   | Almacén 13                                 | Artie Nielsen                  | 64 episodios                                                          |
| 2010      | Rubicon                                    | David Hadas                    | 2 episodios                                                           |
| 2010      | Jesse Stone: No Remorse                    | Hasty Hathaway                 | Película de televisión                                                |
| 2011      | Jesse Stone: Innocents Lost                | Hasty Hathaway                 | Película de televisión                                                |
| 2012      | Jesse Stone: Benefit of the Doubt          | Hasty Hathaway                 | Película de televisión                                                |
| 2013      | Law & Order: Special Victims Unit          | Sr. Price                      | Episodio: "Funny Valentine"                                           |
| 2013–14   | Person of Interest                         | Arthur Claypool                | Episodios: "Lethe" & "Aletheia"                                       |
| 2015      | Beauty & the Beast                         | Dr. Glenroy                    | Episodio: "Heart of the Matter"                                       |
| 2015      | The Good Wife                              | Judge Thomas Treem             | Episodio: "Taxed"                                                     |
| 2016      | Angie Tribeca                              | Pfoopa                         | Episode "Boyz II Dead"                                                |
| 2016      | Blue Bloods                                | Sy Goodman                     | Episodio: "The Price of Justice"                                      |
| 2017      | Doubt                                      | Judge Julius Routbort          | Episodio: "Finally"                                                   |
| 2017      | The Last Tycoon                            | Louis B. Mayer                 | 6 episodios                                                           |
| 2017      | Survivor's Remorse                         | Leonard Moscowitz              | Episodio: "Optics"                                                    |
| 2018      | Caught                                     | Andre Lefevre                  | 2 episodios                                                           |
| 2018      | Grey's Anatomy                             | Rabino Eli                     | Episodio: "One Day Like This"                                         |
| 2018–22   | La maravillosa señora Maisel               | Pauly Auerbach                 | Episodios: "We're Going to the Catskills!" & "Everything is Bellmore" |
| 2019      | For All Mankind                            | Rep. Charles Sandman           | Episodio: "He Built the Saturn V"                                     |
| 2019–20   | Billions                                   | Hap Halloran                   | 3 episodios                                                           |
| 2020      | Hunters                                    | Murray Markowitz               | 10 episodios                                                          |
| 2020      | Schitt's Creek                             | Tippy Bernstein                | Episodio: "Sunrise, Sunset"                                           |